# Tiechang (socken i Kina, Sichuan)
Tiechang (kinesiska: 铁厂乡, 铁厂) är en socken i Kina. Den ligger i provinsen Sichuan, i den sydvästra delen av landet, omkring 350 kilometer nordost om provinshuvudstaden Chengdu.
Genomsnittlig årsnederbörd är 1 461 millimeter. Den regnigaste månaden är juli, med i genomsnitt 314 mm nederbörd, och den torraste är december, med 5 mm nederbörd.